# Un piano perfetto
Un piano perfetto (Un plan parfait) è un film del 2012 diretto da Pascal Chaumeil.

## Trama
I membri della famiglia Lefebvre sanno per certo che il primo matrimonio è destinato a fallire a causa di una misteriosa e inesorabile maledizione. Isabelle, dopo dieci anni felici di fidanzamento con Pierre, come lei dentista agiato e abitudinario, decide infine di sposarsi ma escogita anche un piano che eviti guai certi alla sua unione. D'accordo con la sorella organizza un matrimonio bianco cui seguirà un immediato divorzio. Tutto all'insaputa del futuro sposo che dunque tecnicamente sarà il secondo marito, scampando così alla maledizione di famiglia.
Recatasi in Danimarca, Isabelle scopre che la persona che inizialmente si era prestata al piano si è ritirata.
Così, con pochissimo tempo per rimediare, decide di sposare Jean-Yves Berthier, un redattore di guide turistiche conosciuto durante il volo verso Copenaghen, che per lui in realtà era solo uno scalo per Nairobi. Isabelle gioca con i sentimenti dell'innocente Jean-Yves e, dopo un'avventura alle falde del Kilimangiaro, lo induce a sposarsi con rito Masai approfittando di una cerimonia alla quale i due stavano assistendo.
Tornata a Parigi riabbraccia il fidanzato ma quando va in comune per fissare le nozze, scopre di essere già sposata. Con la complicità del fratello impiegato all'anagrafe, Jean-Yves ha infatti registrato il matrimonio celebrato in Africa. Isabelle, sempre nascondendo tutto a Pierre, ha ora pochissimo tempo per convincere Jean-Yves a divorziare. Di nuovo senza spiegare le sue reali intenzioni si reca a Mosca, dove lavora il suo marito legale, fingendo di voler convivere con questi per poi farsi odiare dallo stesso al punto da indurlo a farsi lasciare.
L'ingenuo Jean-Yves ci mette un po', ma una volta capito il giochino, firma le carte del divorzio, e offeso dice addio alla donna con la quale sognava realmente di avere un rapporto. Lei, sentendosi in colpa, gli concede comunque un giorno da trascorrere insieme. Lui ci sta e i due passano una giornata piacevolissima lasciandosi tutto alle spalle.
Tornata a Parigi Isabelle è cambiata e non sopporta più la routine del fidanzato. A poche settimane dal matrimonio decide di lasciarlo. Quindi si ripresenta da Jean-Yves che è ancora innamorato, e con il quale potrà ricominciare da capo e anche sposarsi senza timore, dato che il primo matrimonio è passato.

## Produzione

### Riprese
Le riprese sono avvenute per tre settimane in Francia, per cinque settimane in Belgio, nelle vicinanze di Place de Brouckère a Bruxelles e in una chiesa di Braine-le-Comte, per sette giorni a Mosca e per due settimane in un villaggio Masai in Kenya.

## Distribuzione
Il film è stato presentato nelle sale della Francia e del Belgio il 31 ottobre 2012, nelle sale italiane il 19 settembre 2013.